# Општина Форашти (Сучава)
Форашти (рум. Forăşti) општина је у Румунији у округу Сучава.
Oпштина се налази на надморској висини од 376 m.